# Amphoe Mae Chaem

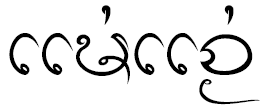
„Mae Chaem“ in Lan-Na-Schrift

Landschaft von Mae Chaem

Amphoe Mae Chaem (thailändisch อำเภอ แม่แจ่ม) ist ein Landkreis (Amphoe – Verwaltungs-Distrikt) im Westen der Provinz Chiang Mai. Die Provinz Chiang Mai liegt in der Nordregion von Thailand.

## Geographie
Benachbarte Landkreise (von Osten im Uhrzeigersinn): die Amphoe Samoeng, Mae Wang, Chom Thong und Hot der Provinz Chiang Mai, Mae Sariang, Mae La Noi, Khun Yuam, Mueang Mae Hong Son und Pai der Provinz Mae Hong Son.
Die Höhe über dem Meeresspiegel in Mae Chaem liegt zwischen 282 und 2.565 Meter. Der höchste Punkt, Doi Inthanon, ist zugleich der höchste Berg Thailands. Die großen Höhenunterschiede innerhalb Mae Chaems bedingen mehrere verschiedene Klimazonen mit unterschiedlicher Vegetation. Unter 1.000 Meter Höhe überwiegen Flügelfruchtgewächse (Dipterocarp) mit Mischwald, zwischen 900 und 1.500 Meter Höhe wächst tropischer Kiefernwald abwechselnd mit immergrünem Wald, der bis zu einer Höhe von 2.000 Metern wächst. Über 2.000 Metern befindet sich tropischer Nebelwald. Steile Hänge mit Neigungen bis 25 % sind nicht selten und begünstigen Bodenerosion. Der Boden ist daher nur sehr begrenzt fähig, Wasser zu speichern. Der Fluss Mae Chaem ist ein Zufluss des Mae Nam Ping und bildet eine wichtige Wasserquelle.

## Geschichte
1908 wurde der Landkreis Mueang Chaem gegründet, bestehend aus den Tambon Mae Thap, Tha Pha, Chang Khoeng und Mae Suek, die von Chom Thong abgespalten wurden.
Im Jahr 1917 wurde der Bezirk in Chang Khoeng umbenannt, da die Hauptverwaltung in diesem Tambon ihren Sitz hatte. 1938 wurde der Landkreis zu einem „Zweigkreis“ (King Amphoe) zurückgestuft und wieder dem Amphoe Chom Thong untergeordnet. 1939 wurde dieser „Zweigkreis“ in Mae Chaem umbenannt und erhielt 1956 wieder den vollen Amphoe-Status.
2009 wurde der nördliche Teil des Bezirks abgetrennt. Aus ihm wurde der neue Bezirk Galyani Vadhana.

## Verwaltung

### Provinzverwaltung

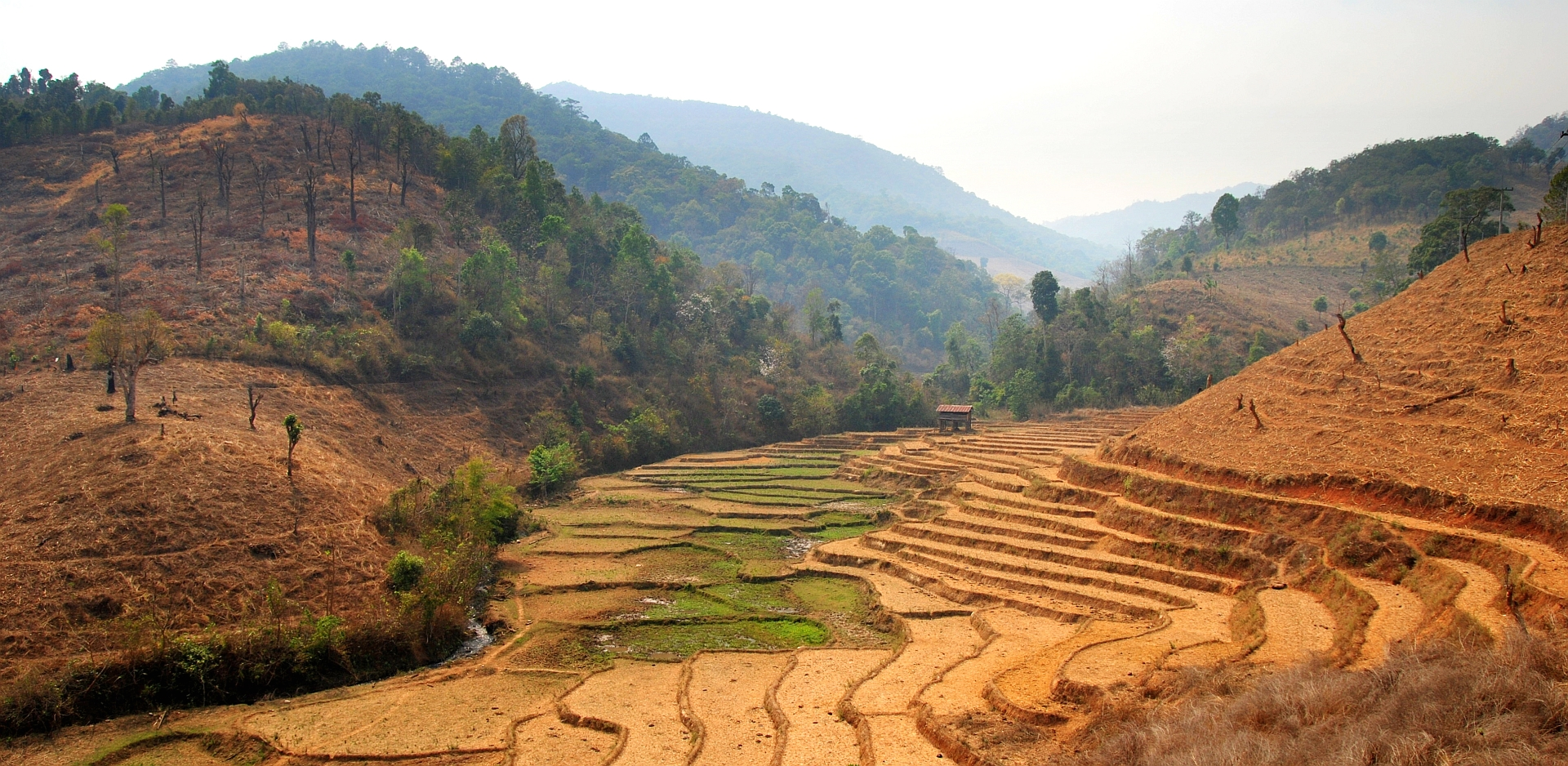
Reisfelder und abgeholzter Regenwald in Mae Chaem

Der Landkreis Mae Chaem ist in sieben Tambon („Unterbezirke“ oder „Gemeinden“) eingeteilt, die sich weiter in 104 Muban („Dörfer“) unterteilen.
| Nr. | Name         | Thai    | Muban | Einw.  |
| --- | ------------ | ------- | ----- | ------ |
| 01. | Chang Khoeng | ช่างเคิ่ง  | 19    | 10.848 |
| 02. | Tha Pha      | ท่าผา    | 10    | 04.950 |
| 03. | Ban Thap     | บ้านทับ   | 13    | 06.216 |
| 04. | Mae Suek     | แม่ศึก    | 17    | 12.121 |
| 05. | Mae Na Chon  | แม่นาจร  | 19    | 10.612 |
| 07. | Pang Hin Fon | ปางหินฝน | 14    | 07.014 |
| 08. | Kong Khaek   | กองแขก  | 12    | 06.560 |

### Lokalverwaltung
Es gibt zwei Kommunen mit „Kleinstadt“-Status (Thesaban Tambon) im Landkreis:
- Tha Pha (Thai: เทศบาลตำบลท่าผา) bestehend aus dem kompletten Tambon Tha Pha.
- Mae Chaem (Thai: เทศบาลตำบลแม่แจ่ม) bestehend aus Teilen des Tambon Chang Khoeng.

Außerdem gibt es sechs „Tambon-Verwaltungsorganisationen“ (องค์การบริหารส่วนตำบล – Tambon Administrative Organizations, TAO)
- Chang Khoeng (Thai: องค์การบริหารส่วนตำบลช่างเคิ่ง) bestehend aus Teilen des Tambon Chang Khoeng.
- Ban Thap (Thai: องค์การบริหารส่วนตำบลบ้านทับ) bestehend aus dem kompletten Tambon Ban Thap.
- Mae Suek (Thai: องค์การบริหารส่วนตำบลแม่ศึก) bestehend aus dem kompletten Tambon Mae Suek.
- Mae Na Chon (Thai: องค์การบริหารส่วนตำบลแม่นาจร) bestehend aus dem kompletten Tambon Mae Na Chon.
- Pang Hin Fon (Thai: องค์การบริหารส่วนตำบลปางหินฝน) bestehend aus dem kompletten Tambon Pang Hin Fon.
- Kong Khaek (Thai: องค์การบริหารส่วนตำบลกองแขก) bestehend aus dem kompletten Tambon Kong Khaek.